# Dinocheirus uruguayanus
Dinocheirus uruguayanus es una especie de arácnido  del orden Pseudoscorpionida de la familia Chernetidae.

## Distribución geográfica
Se encuentra en Uruguay.